# Pia Jondal
Pia Jondal (* 11. Februar 1954) ist eine dänische Schauspielerin.

## Leben
Pia Jondal absolvierte ihre Schauspielausbildung bis zum Jahr 1976 an der Schauspielschule des Odense Teater, wo sie auch ihr Bühnendebüt hatte. Als Bühnendarstellerin wirkte sie in zahlreichen Theaterstücken und in Musicals mit, wie beispielsweise in West Side Story. Sie spielte an zahlreichen Theaterhäusern in ganz Dänemark mit und trat auch an verschiedenen Provinztheatern und Kleinkunstbühnen auf. Von 1980 bis 1984 war sie am Betty-Nansen-Theater als festes Ensemblemitglied engagiert.
Seit 1977 hat Jondal als Schauspielerin vor der Kamera in mehr als 20 dänischen Filmen und in Fernsehproduktionen mitgewirkt, dabei oftmals in einer Nebenrolle. Sie ist auch als Synchronsprecherin für Zeichentrickfilme aktiv, wie beispielsweise für Peter Pan – Neue Abenteuer.
Pia Jondal ist seit 1981 mit dem Schauspieler und Regisseur Waage Sandø verheiratet, mit dem sie zwei Töchter hat. Das Ehepaar lebt in Kopenhagen.

## Filmografie (Auswahl)
- 1977: Pas pa Ryggen, Professor!
- 1982: Mille und Mikkel (10-teilige Miniserie)
- 1987: Lolas Cabaret
- 1996: En fri mand
- 2003: Das Erbe
- 2015–2017: Norskov (Fernsehserie, 12 Folgen)
- 2020: Wenn die Stille einkehrt (Fernsehserie, 1 Folge)
- 2024: Dem gode Stemning (Fernsehserie, 3 Folgen)